# آریل هسینگ
آریل هسینگ (انگلیسی: Ariel Hsing؛ زادهٔ ۲۹ نوامبر ۱۹۹۵) یک بازیکن تنیس روی میز اهل ایالات متحده آمریکا است. 
وی در مسابقات کشوری و بین‌المللی در مجموع برنده ۳ مدال طلا، ۲ مدال برنز شده‌است.